# I want to ride my bike
I want to ride my bike is een muurschildering in Amsterdam Nieuw-West.
Deze kleine muurschildering is gezet door de Italiaan Yuri Romagnoli en linksboven ondertekend met Hopnn. Hopnn is een street-art-artist. Met I want to ride my bike probeerde Hopnn binnen klimaatactivisme mensen meer te stimuleren de fiets te nemen (in plaats van de auto). De fiets is een centraal thema binnen het werk van Hopnn, net als de kleur rood. De schildering werd gezet in het kader van het project Climate Makers van Street Art Museum Nieuw-West Amsterdam en het Klimaatmuseum. De schildering gezet is op een blind geveldeel van Febo Slotermeerlaan 133a, Amsterdam Nieuw-West.
Het Street Art Museum Nieuw-West is gevestigd aan het Immanuel Kanthof in dezelfde wijk.